# Rhinau
Pour les articles homonymes, voir Rheinau.
Rhinau (prononcé [ʁino]  ; Rhinài en alsacien, Rheinau en allemand) est une commune française située dans la circonscription administrative du Bas-Rhin et, depuis le 1er janvier 2021, dans le territoire de la Collectivité européenne d'Alsace, en région Grand Est.
Elle a la particularité d'avoir une partie de son territoire communal situé en Allemagne qui forme le secteur non constitué en municipalité de Rhinau.
Son nom signifie « Die Aue am Rhein » : la prairie au bord du Rhin. La localité se situe dans le Grand Ried dont la végétation se compose de prairies et de forêts. La région est entièrement située dans la plaine actuelle du Rhin composée d'alluvions récentes.

## Géographie
La ville de Rhinau est située sur le Rhin à 30 km au sud de Strasbourg. Sa particularité remarquable est d'avoir 994 hectares de son territoire situés sur la rive droite du Rhin, à savoir en Allemagne comme territoire hors commune dans l'arrondissement de l'Ortenau. Ces 994 hectares sont donc de jure sous souveraineté allemande, mais de facto, l'exploitation en est faite par la commune de Rhinau. Cette particularité est due à une divagation du fleuve datant de 1541 qui a été ancrée dans l'histoire à la signature à Münster du traité de Westphalie qui mit fin, en 1648, à la guerre de Trente Ans.
Rhinau fait partie du canton d'Erstein et de l'arrondissement de Sélestat-Erstein. Les habitants sont appelés les Rhinois. La continuité du territoire de la commune est assurée par son bac « Rhenanus » qui donne accès, depuis la rive française, à une des plus belles réserves naturelles de préservation des paysages de ried et de forêt tunnel tempérée.
Rhinau est une étape sur la Véloroute Rhin EV 15 (1 320 km) qui relie la source du Rhin, située à Andermatt en Suisse, à son embouchure à Rotterdam.

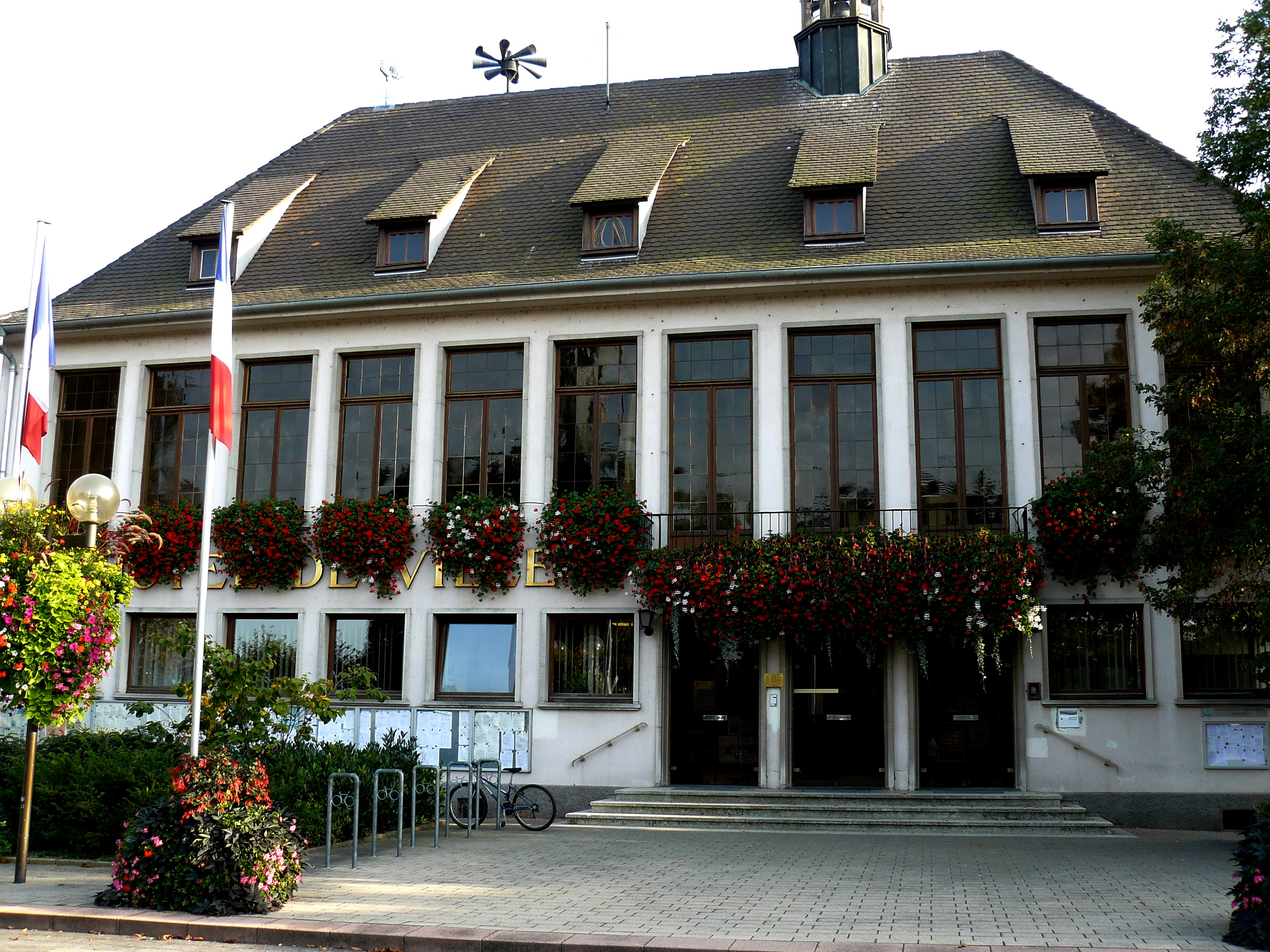
Mairie en 2009.
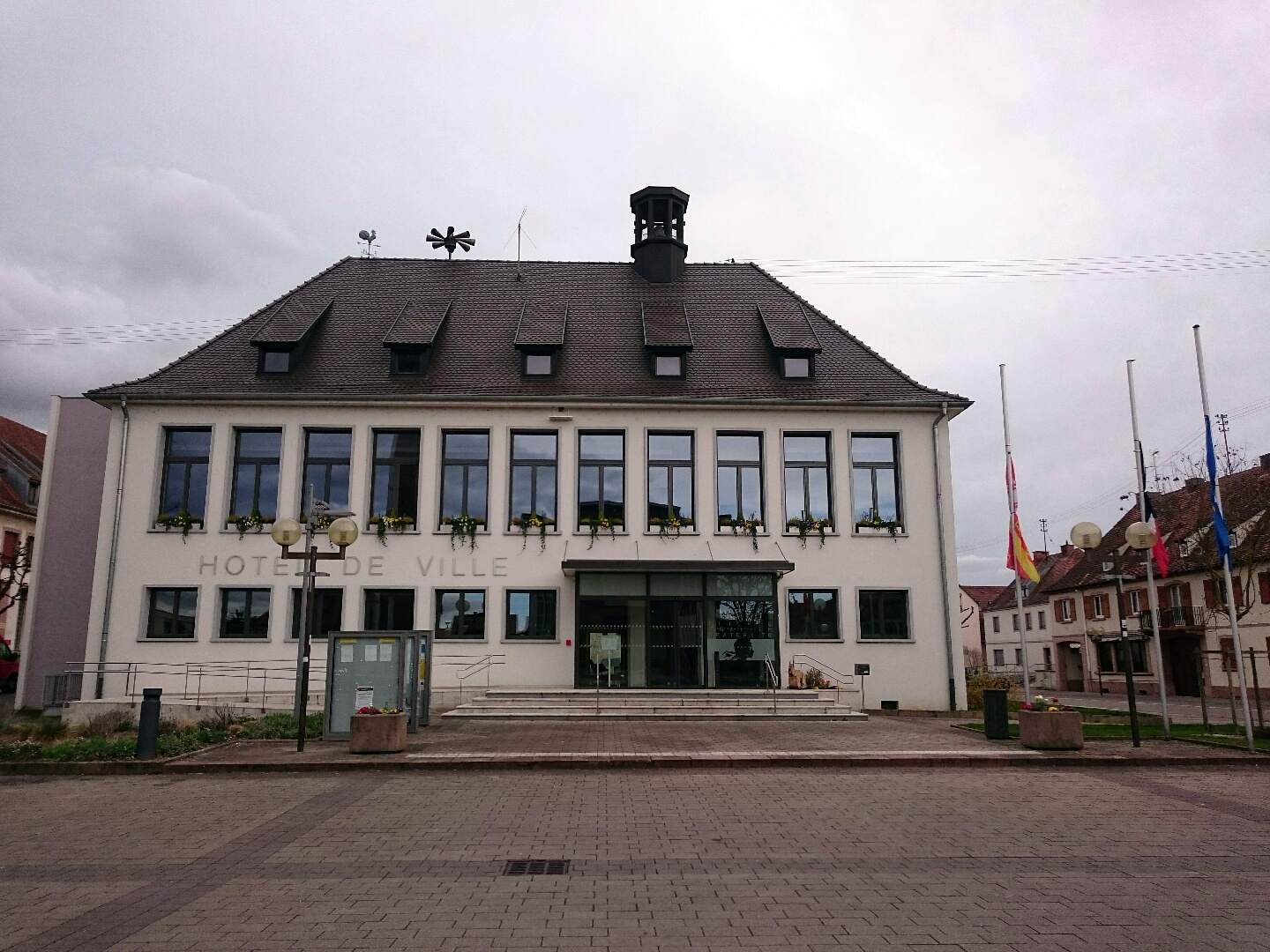
Mairie actuelle (rénovée).

### Cours d'eau
- Le Rhin ;
- le Brunnwasser.

### Hydrographie

#### Réseau hydrographique
La commune est dans le bassin versant du Rhin au sein du bassin Rhin-Meuse. Elle est drainée par le Grand canal d'Alsace, le Rhin, le ruisseau l'Ischert, le ruisseau le Neuergraben, le ruisseau le Muhlbach de Daubensand, le canal d'alimentation du Bassin de Plobsheim, le canal de raccordement au le canal du Rhone au Rhin, le ruisseau le Brunnwasser et le ruisseau Wurmsgraben,.

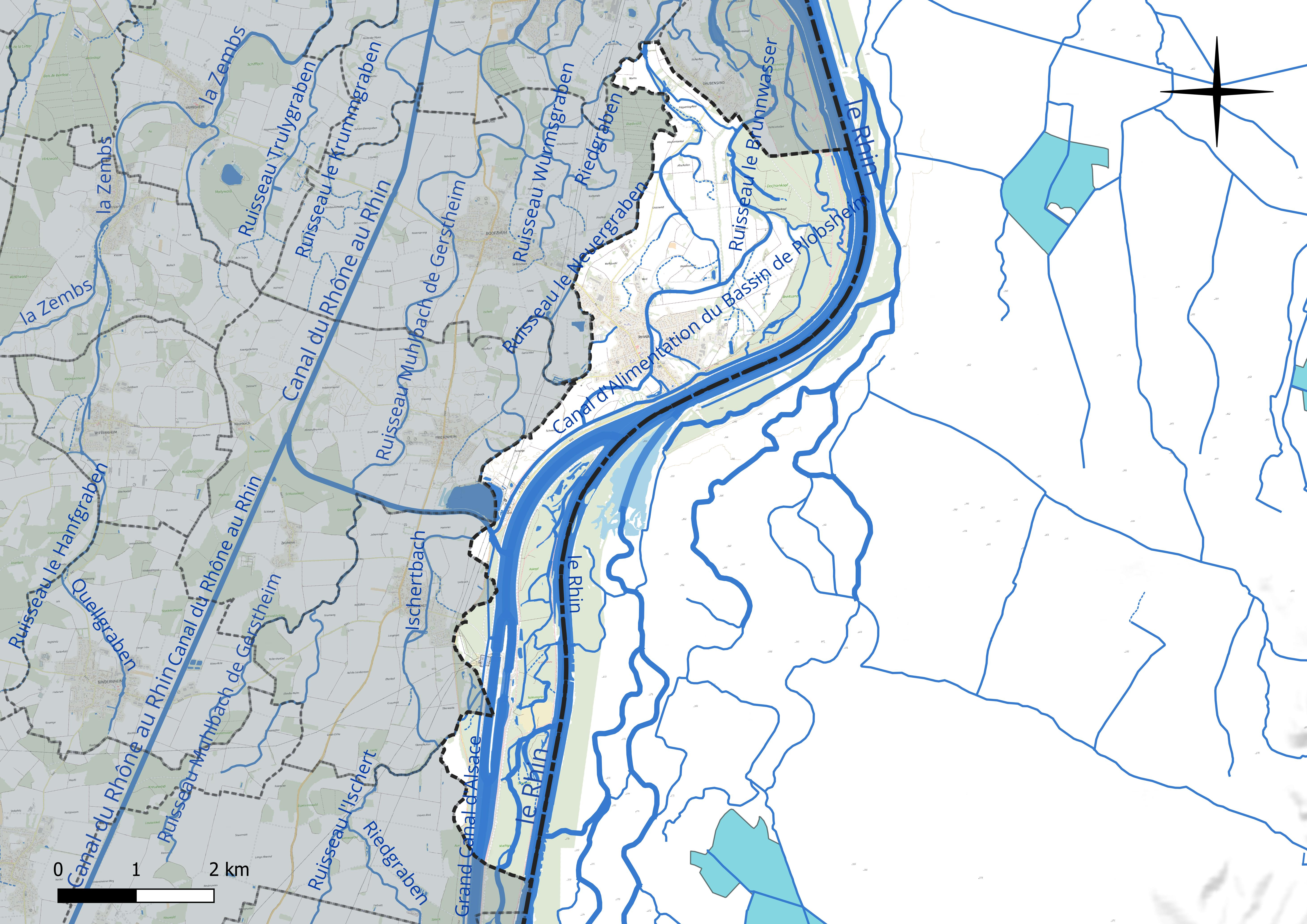
Réseau hydrographique de Rhinau.

Le Grand canal d'Alsace, d'une longueur de 93 km, prend sa source dans la commune de Schœnau et se jette  dans 0 à Erstein, après avoir traversé 31 communes.
Le Rhin, long de 1 233 km est le plus long fleuve se déversant dans la mer du Nord et de l'une des voies navigables les plus fréquentées du monde. Il traverse la Suisse, l'Autriche, l'Allemagne et les Pays-Bas et marque la frontière entre l'Allemagne et la France.
L'Ischert, d'une longueur de 26 km, prend sa source dans la commune de Artzenheim et se jette  dans la canal d'alimentation du Bassin de Plobsheim à Diebolsheim, après avoir traversé onze communes.

#### Gestion et qualité des eaux
Le territoire communal est couvert par le schéma d'aménagement et de gestion des eaux (SAGE) « Ill Nappe Rhin ». Ce document de planification concerne la nappe phréatique rhénane, les cours d'eau de la plaine d'Alsace et du piémont oriental du Sundgau, les canaux situés entre l'Ill et le Rhin et les zones humides de la plaine d'Alsace. Le périmètre s’étend sur 3 596 km2. Il a été approuvé le 17 janvier 2005. La structure porteuse de l'élaboration et de la mise en œuvre est la région Grand Est.
La qualité des cours d’eau peut être consultée sur un site dédié géré par les agences de l’eau et l’Agence française pour la biodiversité.

### Climat
Pour des articles plus généraux, voir Climat du Grand Est et Climat du Bas-Rhin.
En 2010, le climat de la commune est de type climat des marges montargnardes, selon une étude du Centre national de la recherche scientifique s'appuyant sur une série de données couvrant la période 1971-2000. En 2020, Météo-France publie une typologie des climats de la France métropolitaine dans laquelle la commune est exposée à un climat semi-continental et est dans la région climatique  Alsace, caractérisée par une pluviométrie faible, particulièrement en automne et en hiver, un été chaud et bien ensoleillé, une humidité de l’air basse au printemps et en été, des vents faibles et des brouillards fréquents en automne (25 à 30 jours).
Pour la période 1971-2000, la température annuelle moyenne est de 10,7 °C, avec une amplitude thermique annuelle de 17,8 °C. Le cumul annuel moyen de précipitations est de 694 mm, avec 8,6 jours de précipitations en janvier et 9,5 jours en juillet. Pour la période 1991-2020, la température moyenne annuelle observée sur la station météorologique de Météo-France la plus proche, « Sélestat Sa », sur la commune de Sélestat à 20 km à vol d'oiseau, est de 11,4 °C et le cumul annuel moyen de précipitations est de 621,1 mm. 
La température maximale relevée sur cette station est de 39,3 °C, atteinte le 13 août 2003 ; la température minimale est de −17 °C, atteinte le 20 décembre 2009,,.
Les paramètres climatiques de la commune ont été estimés pour le milieu du siècle (2041-2070) selon différents scénarios d'émission de gaz à effet de serre à partir des nouvelles projections climatiques de référence DRIAS-2020. Ils sont consultables sur un site dédié publié par Météo-France en novembre 2022.

## Urbanisme

### Typologie
Au 1er janvier 2024, Rhinau est catégorisée bourg rural, selon la nouvelle grille communale de densité à sept niveaux définie par l'Insee en 2022.
Elle appartient à l'unité urbaine de Rhinau, une agglomération intra-départementale regroupant deux  communes, dont elle est ville-centre,,. Par ailleurs la commune fait partie de l'aire d'attraction de Strasbourg (partie française), dont elle est une commune de la couronne,. Cette aire, qui regroupe 268 communes, est catégorisée dans les aires de 700 000 habitants ou plus (hors Paris),.

### Occupation des sols
L'occupation des sols de la commune, telle qu'elle ressort de la base de données européenne d’occupation biophysique des sols Corine Land Cover (CLC), est marquée par l'importance des territoires agricoles (37,7 % en 2018), une proportion sensiblement équivalente à celle de 1990 (38,3 %). La répartition détaillée en 2018 est la suivante :
forêts (31,1 %), terres arables (28,1 %), eaux continentales (21,1 %), zones agricoles hétérogènes (9,7 %), zones urbanisées (8,5 %), zones industrielles ou commerciales et réseaux de communication (1,5 %). L'évolution de l’occupation des sols de la commune et de ses infrastructures peut être observée sur les différentes représentations cartographiques du territoire : la carte de Cassini (XVIIIe siècle), la carte d'état-major (1820-1866) et les cartes ou photos aériennes de l'IGN pour la période actuelle (1950 à aujourd'hui).

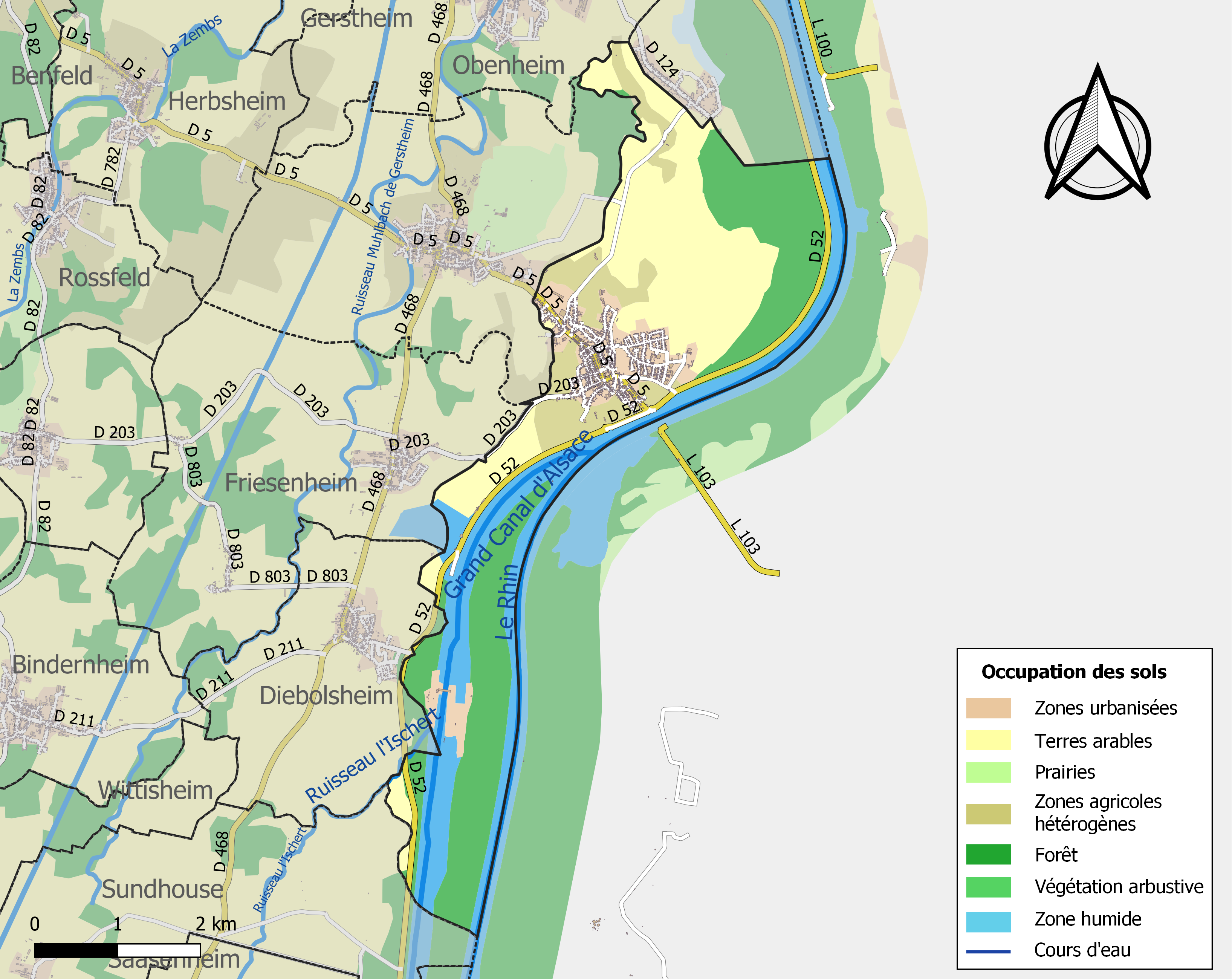
Carte des infrastructures et de l'occupation des sols de la commune en 2018 (CLC).

## Toponymie
Le second élément -au est un appellatif signifiant « pré (ou prairie) humide, prairie inondable » (voir Haguenau : Toponymie).

## Histoire
Avant 1398, le village de Rhinau était situé sur les bords même du Rhin. La ville actuelle ne date que du XVIe siècle. À cette époque le bourg fut peu à peu submergé par le Rhin. Pour éviter que cela ne se reproduise, on le reconstruisit plus à l'intérieur des terres, sur son site actuel. Pourtant éloigné du Rhin désormais, il a conservé son nom original même si le sens n'est plus vrai. En 1267, Rhinau fit un traité d'alliance avec la ville de Strasbourg. En 1290, l'évêque de Strasbourg transféra à Rhinau le chapitre de Honau et lui conféra la plénitude des droits sur Rhinau, sans préjudice pour le recteur de l'église paroissiale. En 1398 le chapitre, que la violence du Rhin avait déjà chassé de Honau, fut obligé de quitter Rhinau pour le même motif et fut transféré dans l'église de Saint-Pierre-le-Vieux de Strasbourg. En 1444, les habitants de Rhinau se défendirent vaillamment contre les Armagnacs. En 1592, la « guerre des évêques » bat son plein. 2 500 Suisses, essentiellement des Bernois et des Zürichois, arrivent en renfort des troupes du magistrat protestant de Strasbourg. Elles attaquent les troupes du catholique duc de Lorraine. Le 20 juillet, sept compagnies de lansquenets sont lancées sur les positions lorraines à Erstein. Au passage, ils incendient Fegersheim et Rhinau. En 1610, Rhinau fut incendié par les troupes de l'Union. Par suite du traité de Westphalie, ses fortifications furent détruites. Au XVIIIe siècle, le chapitre comprenait les paroisses d'Artolsheim, Richtolsheim, Rosfelden (Rossfeld), Bindernheim, Diebolsheim, Eschau, Wibolsheim, Gerstheim, Obenheim, Herbsenheim (Herbsheim), Hültzheim (Holtzheim), Illkirch, Mussig, Neunkirch, Friesenheim, Witternheim, Zelsheim, Plobsheim, Rhinau, Boofzheim, Sassenheim, Schœnau, Sundhouse, Swabsheim (Schwobsheim), Bœsenbiesen, Wittisheim, Baldenheim, et Muttersholtz. Au mois de décembre 1749, les eaux du fleuve étant devenues extraordinairement basses, on put distinguer les restes de l'ancienne ville.

### Héraldique
| Blason de Rhinau | Blason  | D'azur à la Vierge assise et auréolée d'or, tenant de sa dextre une rose de gueules et de sa senestre l'Enfant Jésus nimbé aussi d'or, accostée de deux tourelles couvertes et pavillonnées d'argent, maçonnées de sable. |
| Blason de Rhinau | Détails | |

## Démographie
Population d'Ancien Régime : 1663, 122 ; 1720, 156 ; 1746, 216 ; 1750, 176 ; 1760, 311 ; 1763, 169 ; 1766, 169.
L'évolution du nombre d'habitants est connue à travers les recensements de la population effectués dans la commune depuis 1793. Pour les communes de moins de 10 000 habitants, une enquête de recensement portant sur toute la population est réalisée tous les cinq ans, les populations de référence des années intermédiaires étant quant à elles estimées par interpolation ou extrapolation. Pour la commune, le premier recensement exhaustif entrant dans le cadre du nouveau dispositif a été réalisé en 2007.

En 2022, la commune comptait 2 699 habitants, en évolution de −0,66 % par rapport à 2016 (Bas-Rhin : +3,17 %, France hors Mayotte : +2,11 %).
| 1793  | 1800  | 1806  | 1821  | 1831  | 1836  | 1841  | 1846  | 1851  |
| ----- | ----- | ----- | ----- | ----- | ----- | ----- | ----- | ----- |
| 1 112 | 1 212 | 1 133 | 1 368 | 1 434 | 1 466 | 1 438 | 1 519 | 1 562 |

| 1856  | 1861  | 1866  | 1871  | 1875  | 1880  | 1885  | 1890  | 1895  |
| ----- | ----- | ----- | ----- | ----- | ----- | ----- | ----- | ----- |
| 1 462 | 1 458 | 1 459 | 1 445 | 1 419 | 1 495 | 1 507 | 1 567 | 1 620 |

| 1900  | 1905  | 1910  | 1921  | 1926  | 1931  | 1936  | 1946  | 1954  |
| ----- | ----- | ----- | ----- | ----- | ----- | ----- | ----- | ----- |
| 1 614 | 1 679 | 1 736 | 1 568 | 1 618 | 1 627 | 1 683 | 1 483 | 1 555 |

| 1962  | 1968  | 1975  | 1982  | 1990  | 1999  | 2006  | 2007  | 2012  |
| ----- | ----- | ----- | ----- | ----- | ----- | ----- | ----- | ----- |
| 1 681 | 1 770 | 2 216 | 2 331 | 2 286 | 2 348 | 2 580 | 2 613 | 2 689 |

| 2017  | 2022  | - | - | - | - | - | - | - |
| ----- | ----- | - | - | - | - | - | - | - |
| 2 698 | 2 699 | - | - | - | - | - | - | - |

## Jumelages
Beaumont-du-Périgord (France) (Dordogne)
Rhinau également une parrainage de la 4e Compagnie du 291e Jägerbataillon de la Bundeswehr allemande à Illkirch-Graffenstaden.

## Lieux et monuments

### Église Saint-Michel

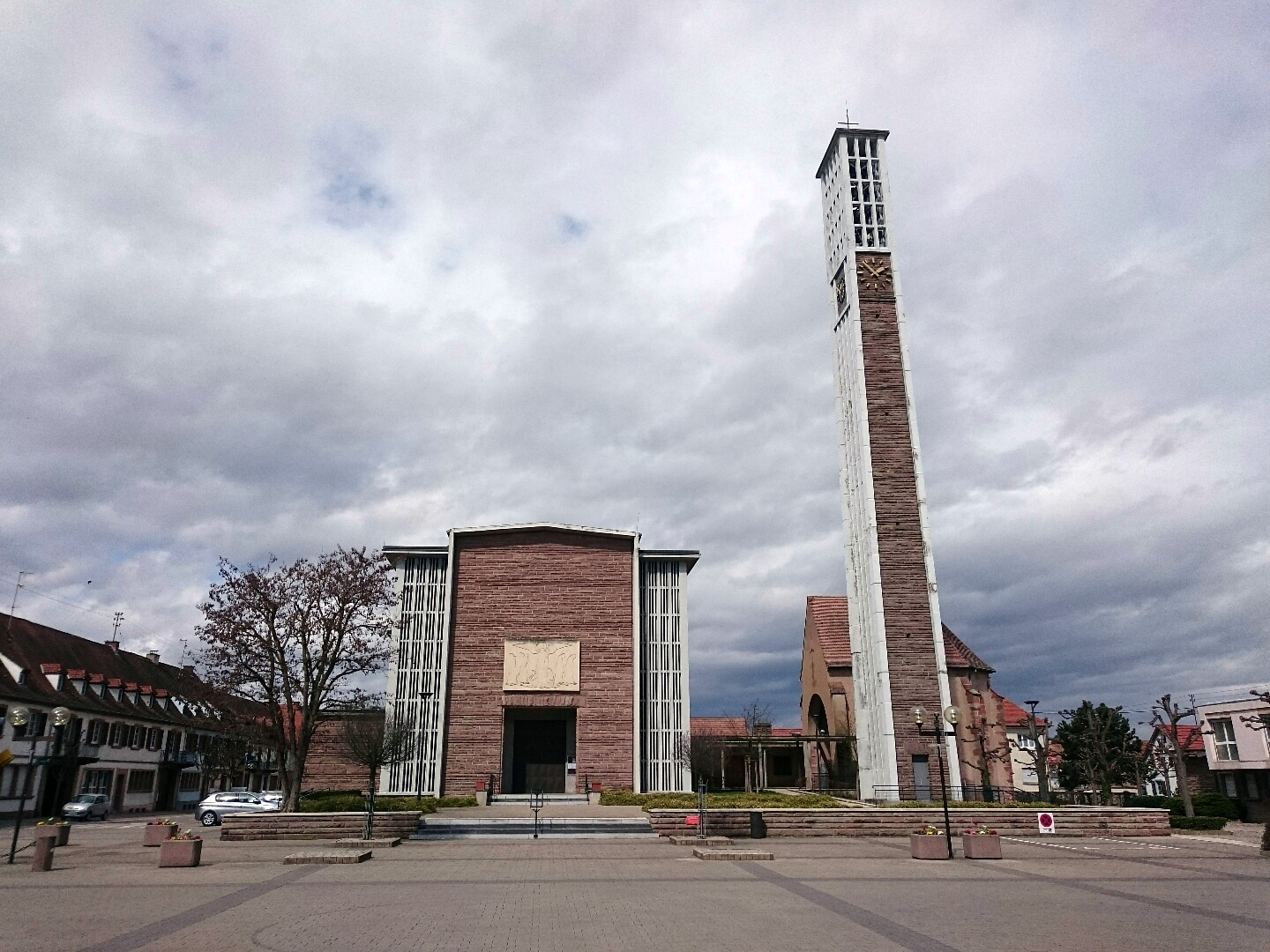
Église actuelle (construite en 1955).
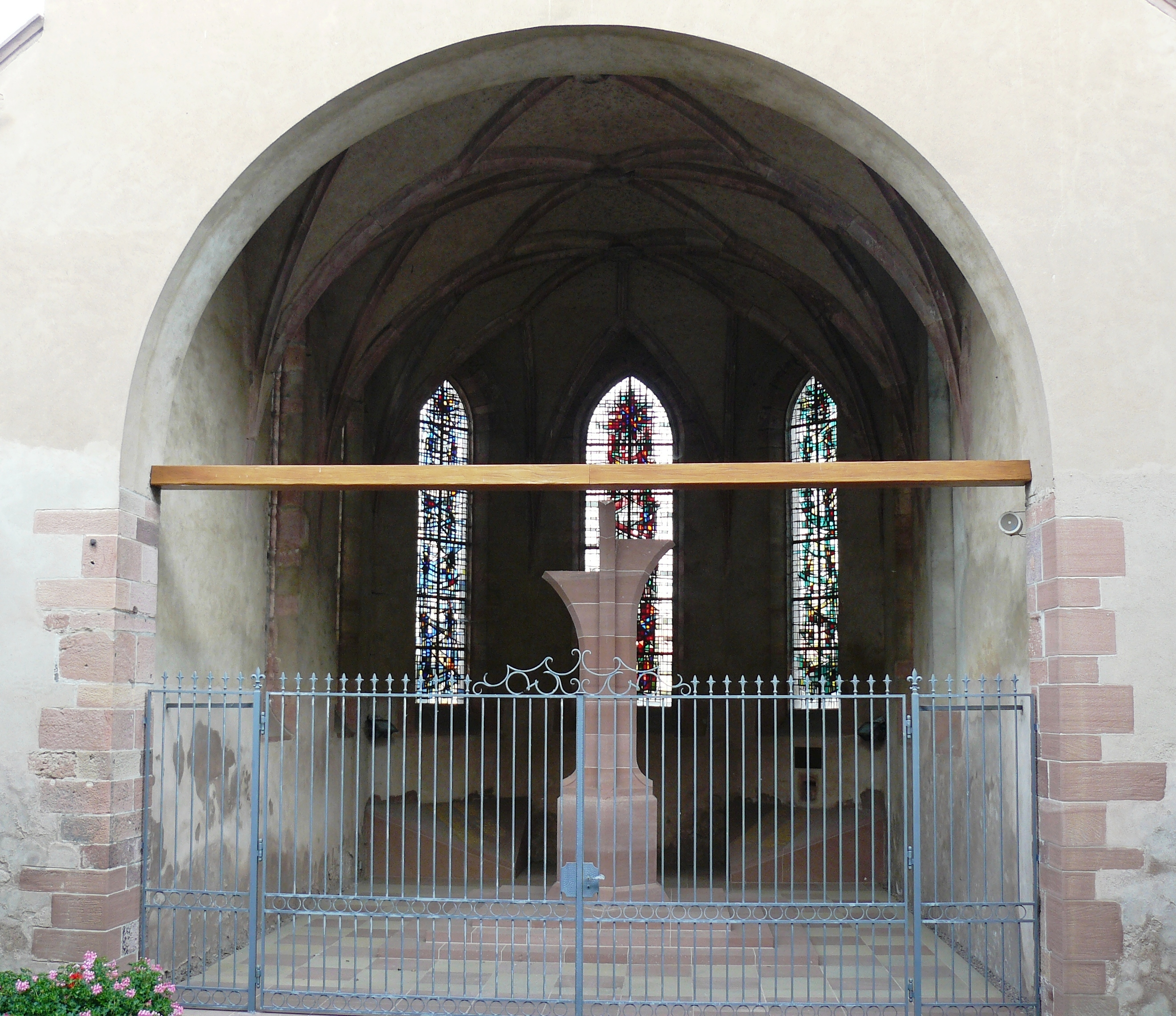
Chœur gothique, vestige de l'ancienne église du XVIe siècle détruite lors des combats de décembre 1944.
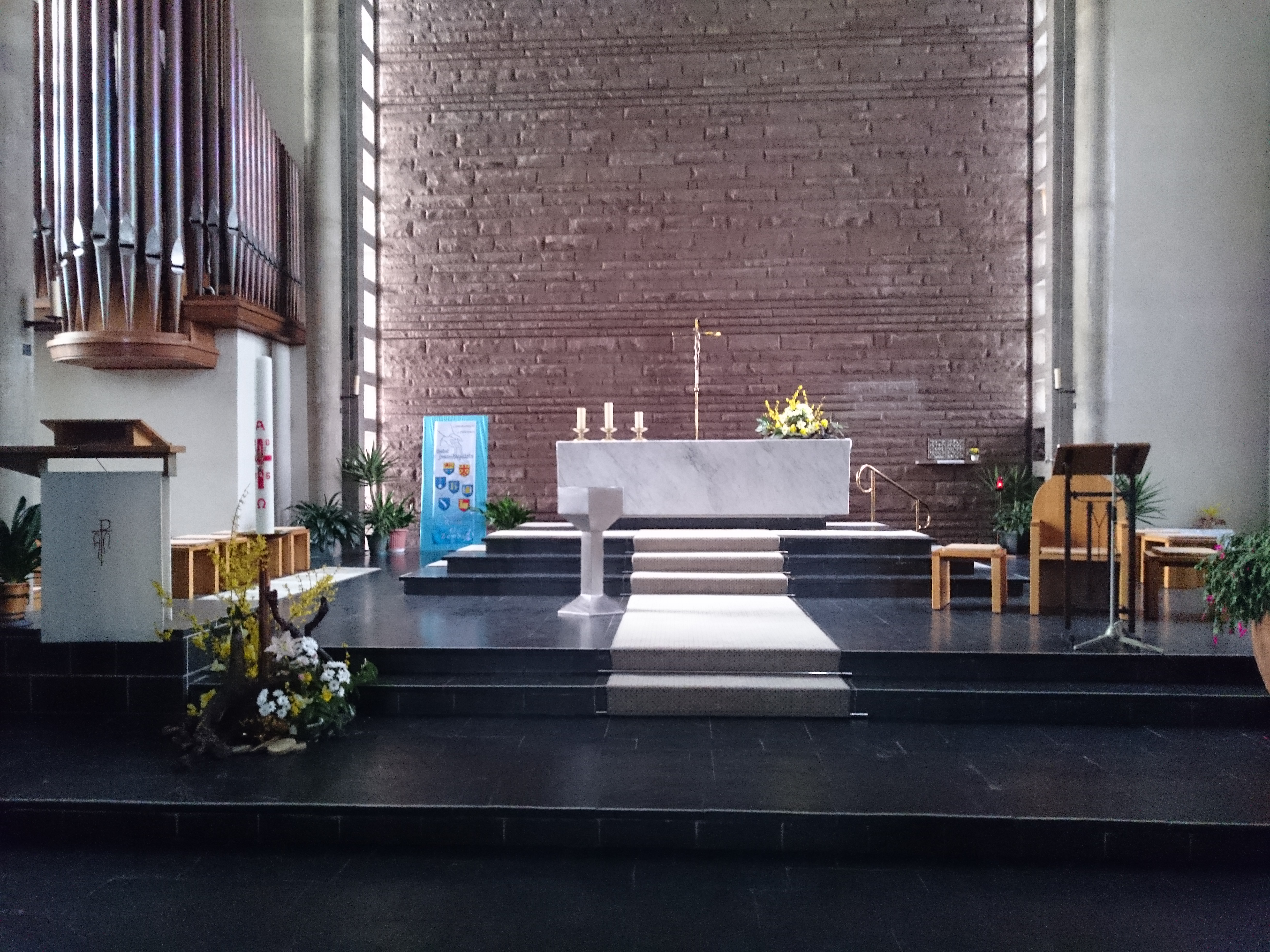
Chœur de l'église actuelle.
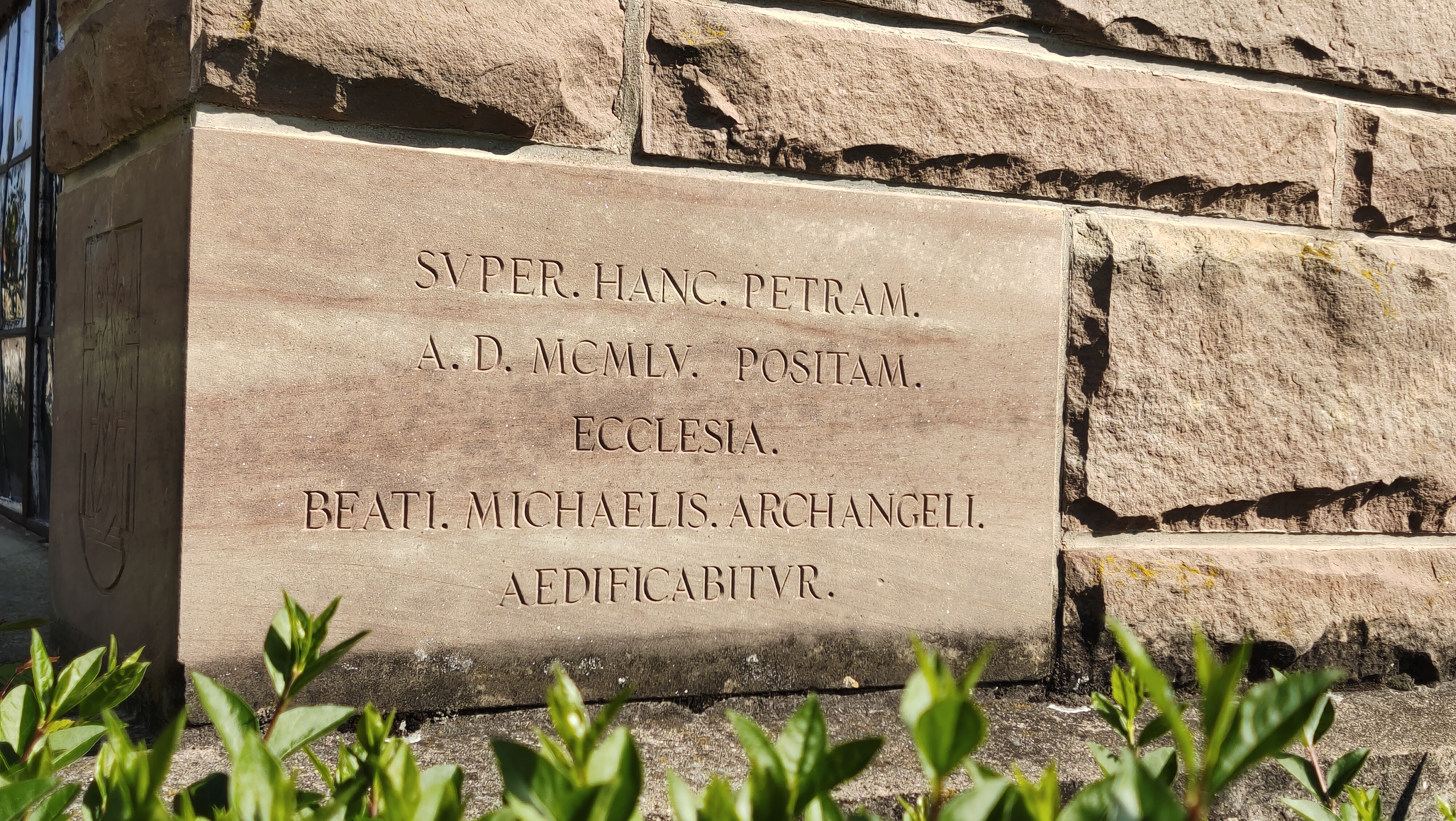
Pierre angulaire.

### Colonne de la Vierge

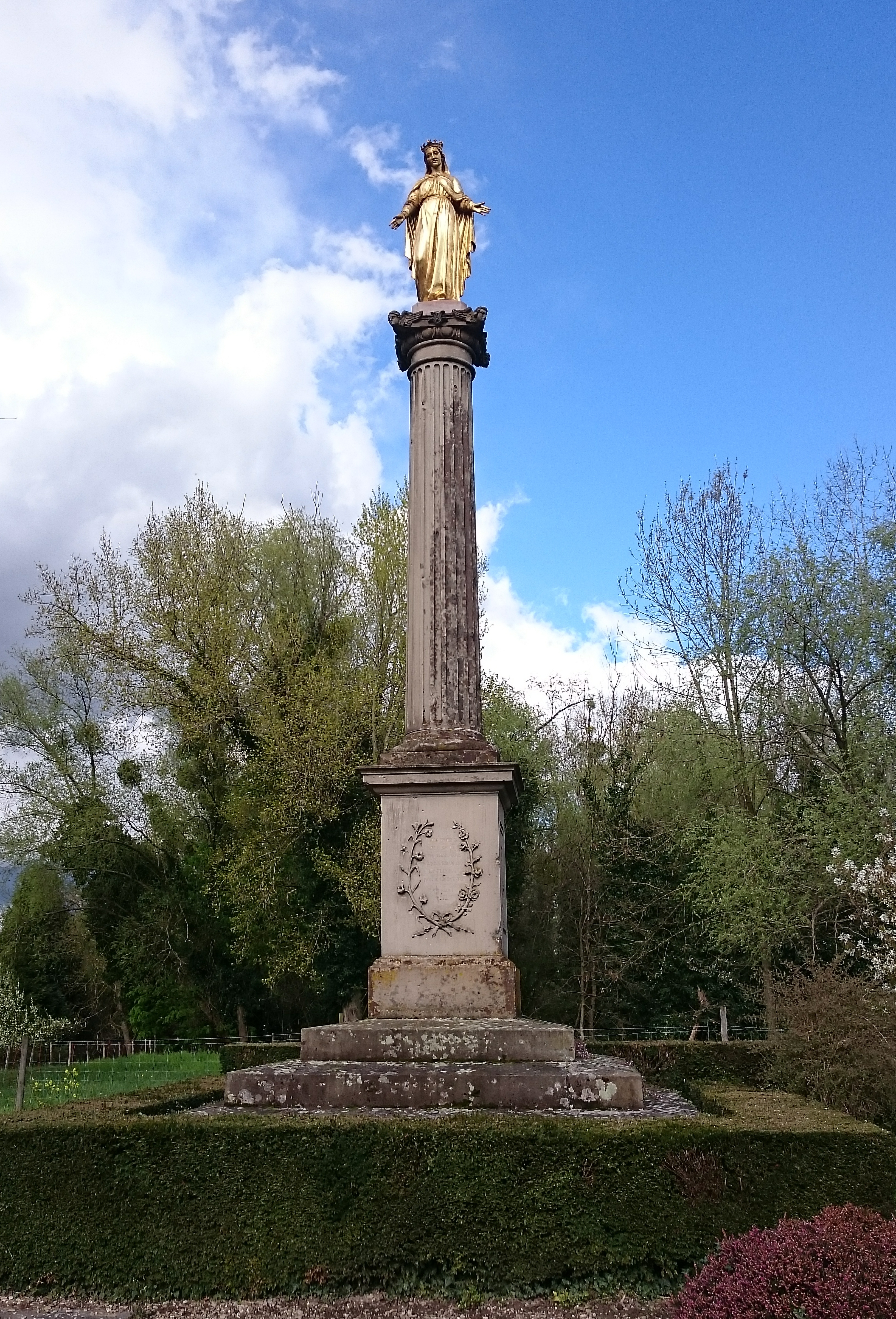
Colonne de la Vierge du Rhin.

Située entre l'office de tourisme et le bac, cette haute colonne dominée par une statue dorée de la Viergevest la « Mariensäule am Rhein ».
Le 13 août 1861, vers 9 h du matin, Louis Hilsz, sa fille Marie-Anne et André Boehli naviguaient sur le Rhin, transportant une lourde cargaison de pierres. Le Rhin était assez violent ce jour et la barque, trop chargée, chavira. Les malheureux furent emportés par le courant et périrent noyés.
Toute la ville fut touchée par ce drame et décida d'élever un monument à leur mémoire. La Vierge, consolatrice de toute détresse, fut prise pour symbole et le monument inauguré le 8 septembre 1862. La colonne est taillée dans la pierre blanche de la région de Phalsbourg et imite la colonne de la Piazza di Spagna de Rome, elle est l'œuvre du sculpteur Feuerstein de Barr.
Un verset du prophète Isaïe est taillé dans le socle de la colonne : « Si tu passes à travers les eaux, je serai avec toi, à travers les fleuves, ils ne te submergeront pas ».

### Bac automoteur transfrontalier

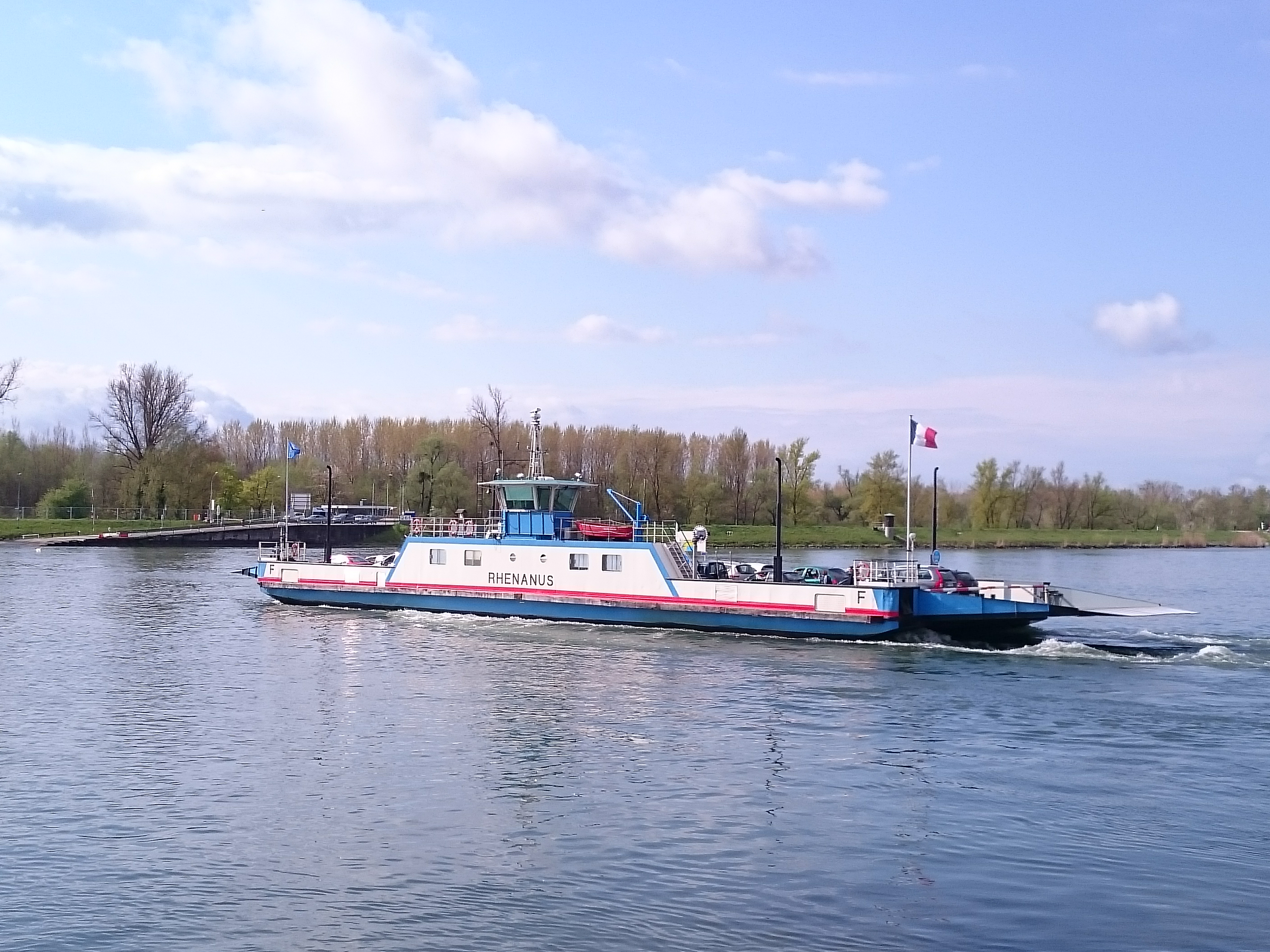
Bac Rhenanus se rendant sur la rive allemande.

Bac de Rhinau approchant de la rive allemande. Bac automoteur transfrontalier entre la France et l'Allemagne.
C'est en 1491 que la ville a obtenu le droit d'exploiter un bac, par convention entre l’évêque de Strasbourg et les seigneurs de Rathsamhausen. Par la suite, ce droit fut confirmé par le roi de France.
Le Rhin était, avant sa canalisation, un fleuve puissant, capricieux, aux nombreux méandres. Lors d'une crue en 1541, il changea de lit en laissant sur sa rive droite une partie du territoire de Rhinau. Les limites territoriales ont été définitivement établies par traité en 1542. L'origine de la nécessité de ce bac automoteur est d'assurer l'exploitation des 994 ha de terres rhinoises situées sur la rive allemande (dont la plupart constituent aujourd'hui la réserve naturelle du Taubergiessen). De fait, le passage est prioritaire pour les engins agricoles en vue de cette exploitation. Il charge 30 voitures et fait une navette toutes les 15 min. Gratuit toute l'année. Il ne prend pas les véhicules d'un poids supérieur à 3,5 tonnes, excepté les engins agricoles. Longueur hors rampes : 53 m, longueur coque : 41 m, largeur : 12,5 m, tonnage : 80 t.

### L'usine List
Elle fait partie des quelques rares vestiges de bâtiments industriels allemands conservés dans la région. Il s’agit d’une usine construite entre 1941 et 1942 pour la firme d’électrotechnique berlinoise Heinrich List. 

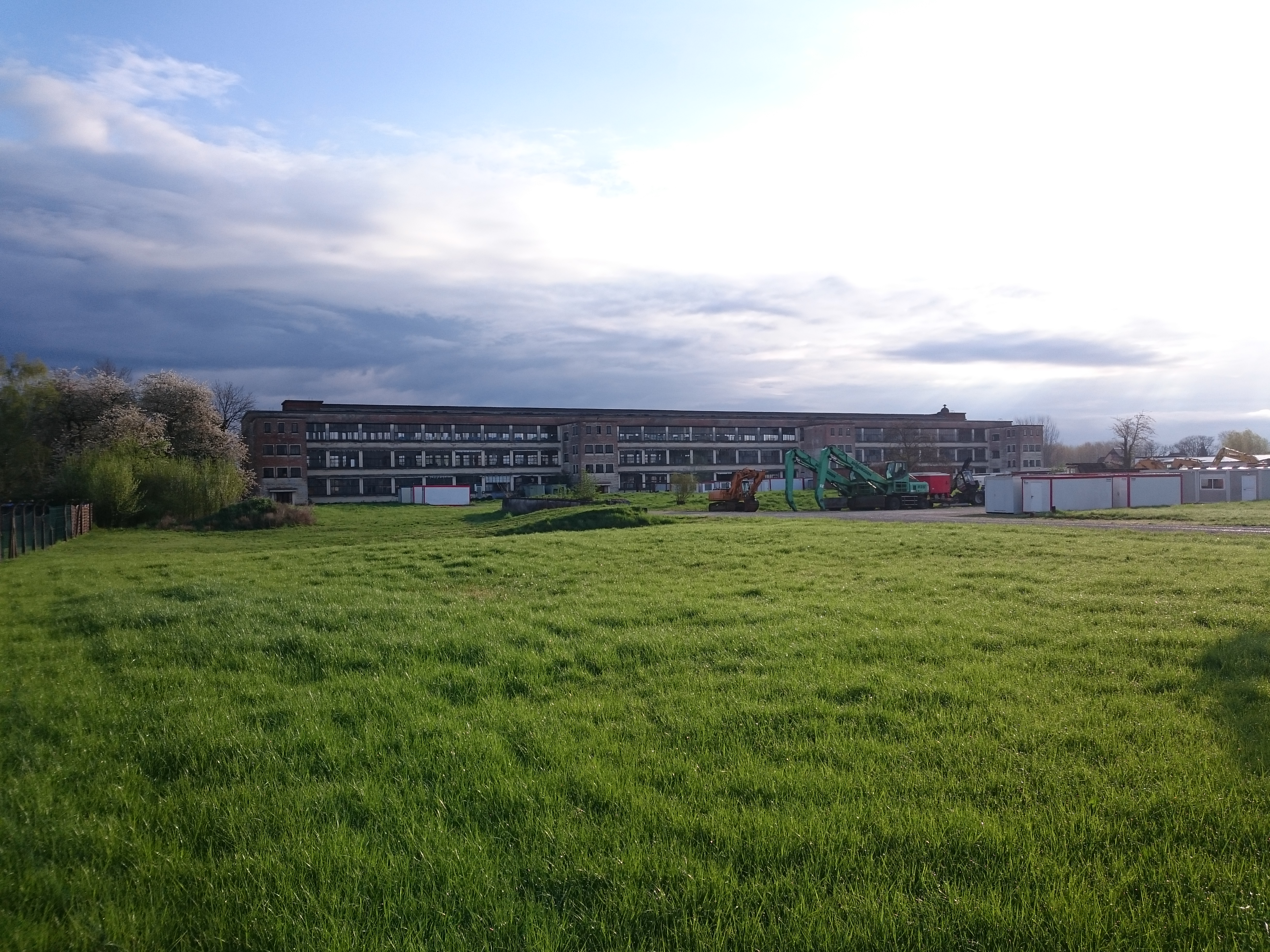
Vue depuis la rue de Boofzheim
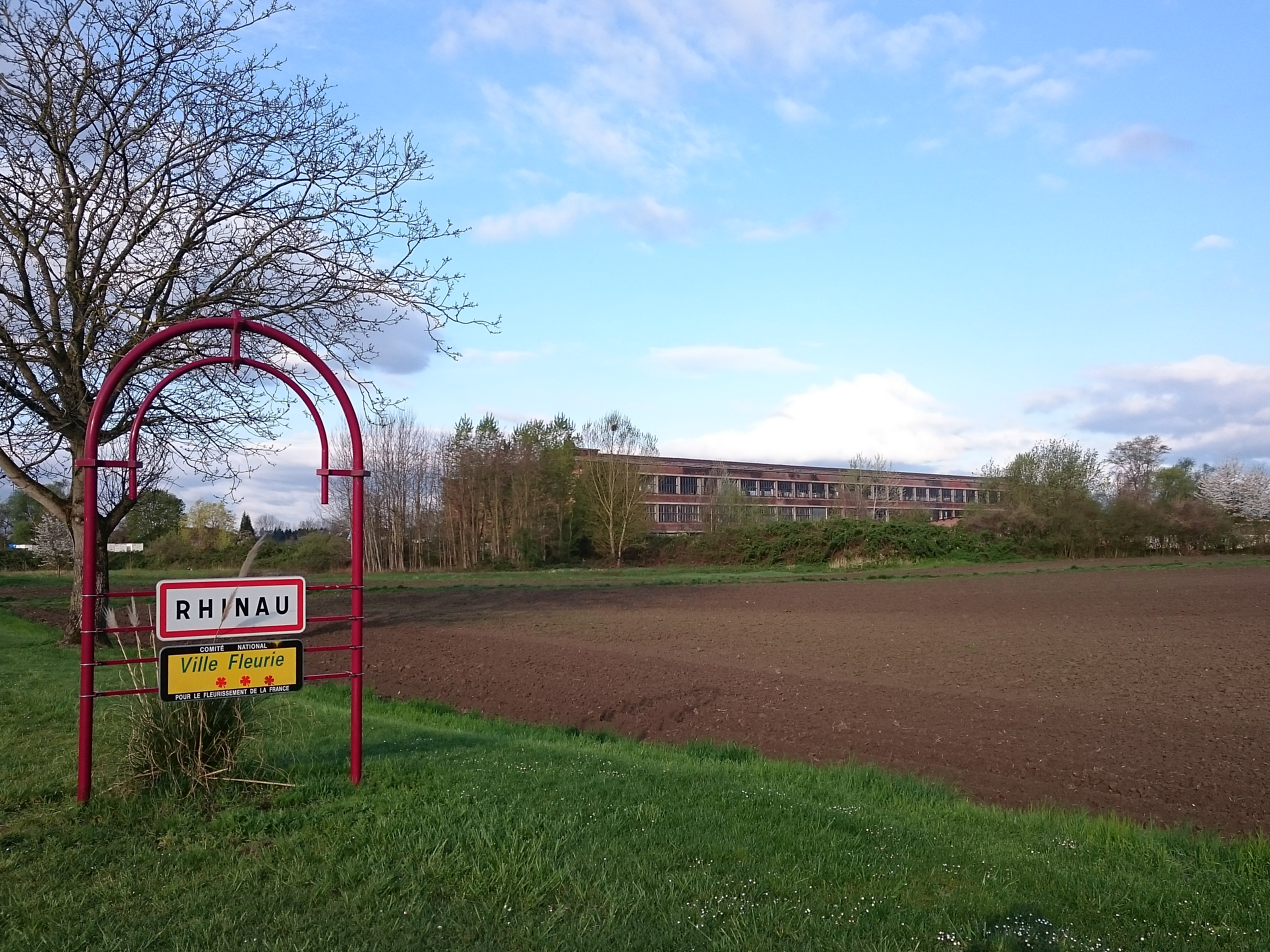
Vue depuis la rue de Daubensand
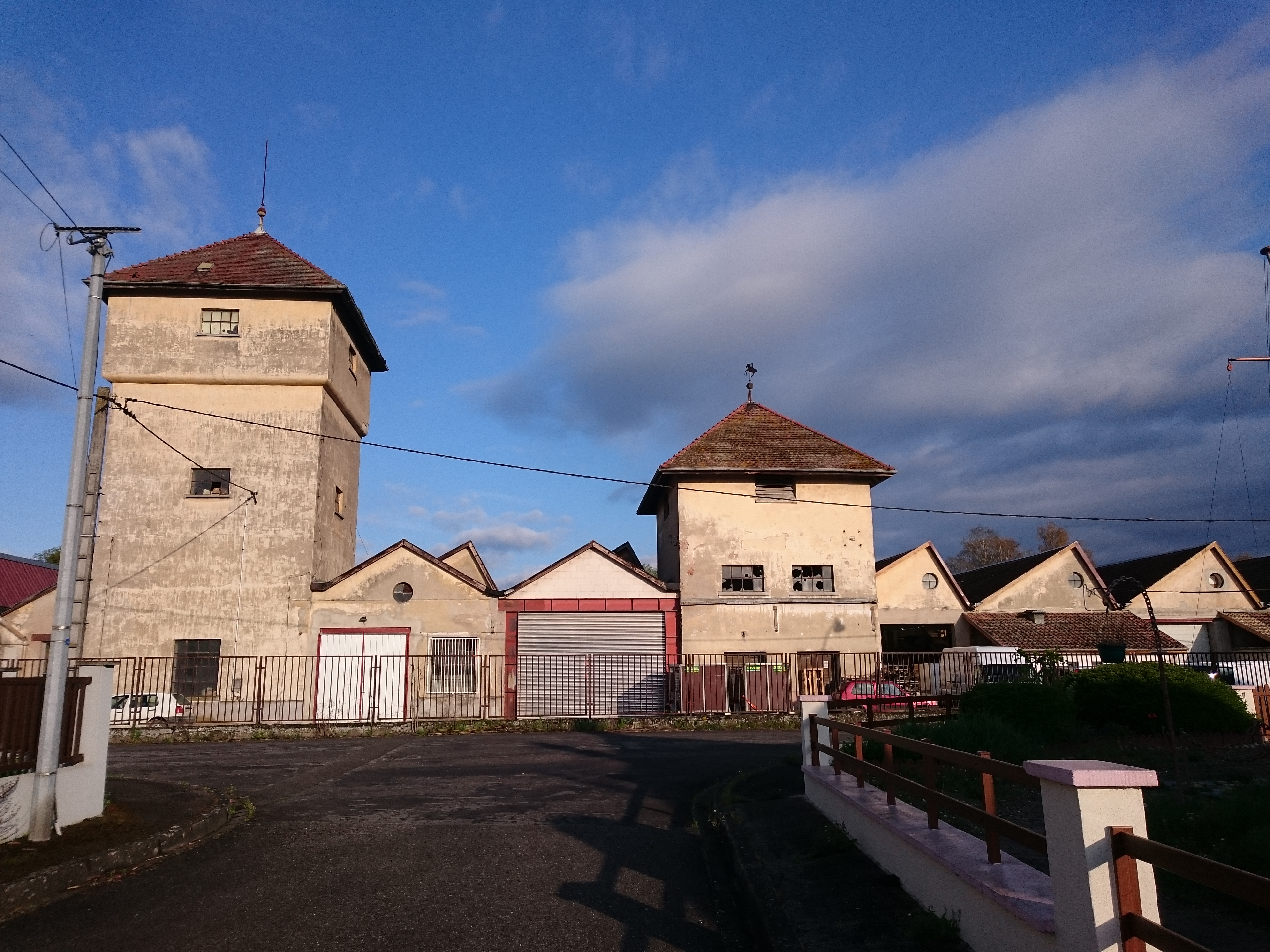
Vue depuis la rue Saint-Avit-Sénieur

### Centrale hydroélectrique
La construction de la centrale hydraulique et du grand canal d'Alsace a eu pour conséquence l'apparition d'une île de 10 km de long comprise entre celui-ci et l'ancien cours du Rhin. La partie Sud de cette île a été classée réserve naturelle afin de prendre en compte l'exceptionnelle richesse faunique et floristique de ce site. Accès libre de la salle des machines depuis une passerelle d'exposition.
Bérangère Abba annonce que les barrages de Rhinau et Marckolsheim seront équipés de passes à poisson, pour assurer la continuité écologique du Rhin.

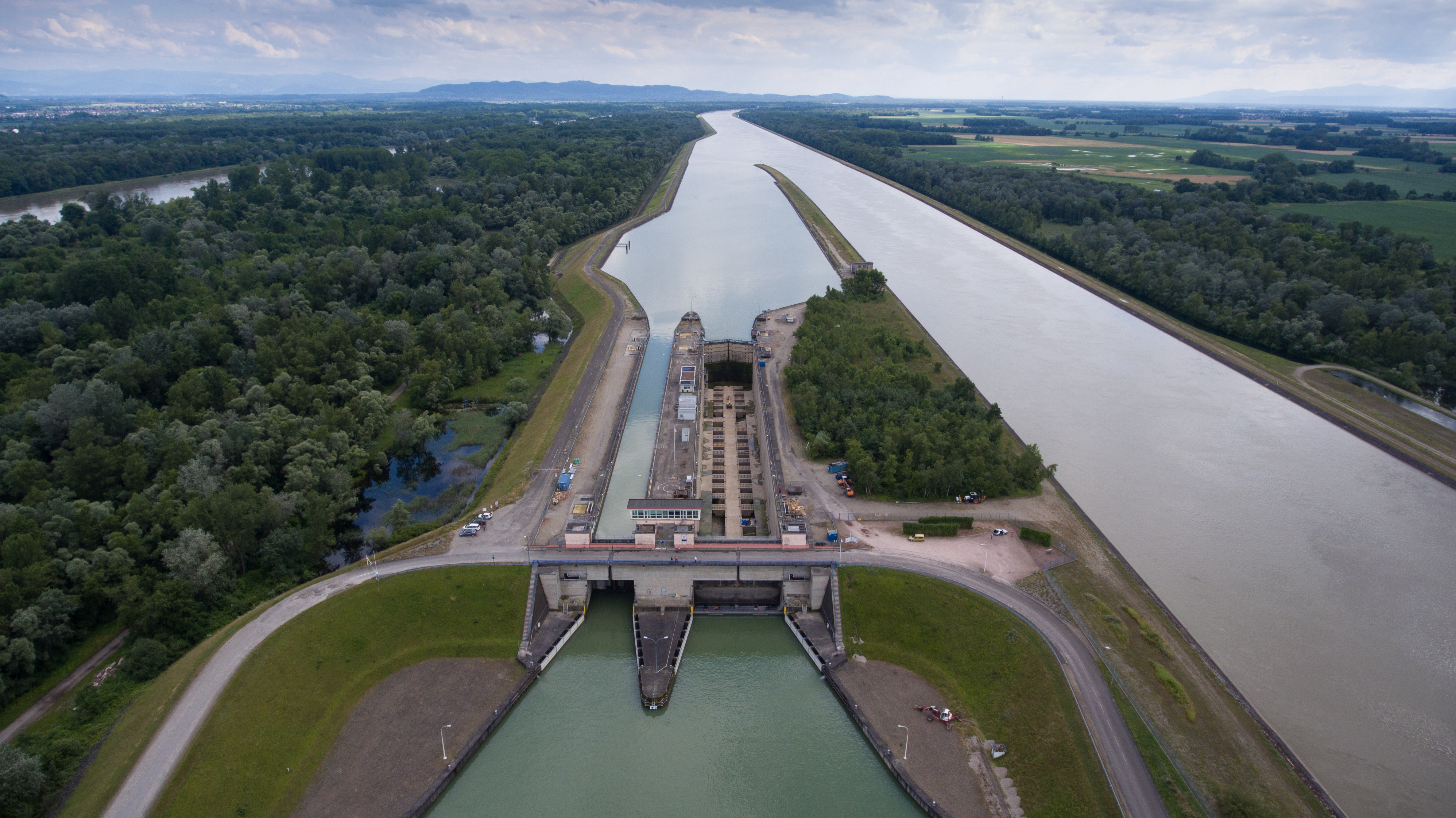
Ecluse de Rhinau.
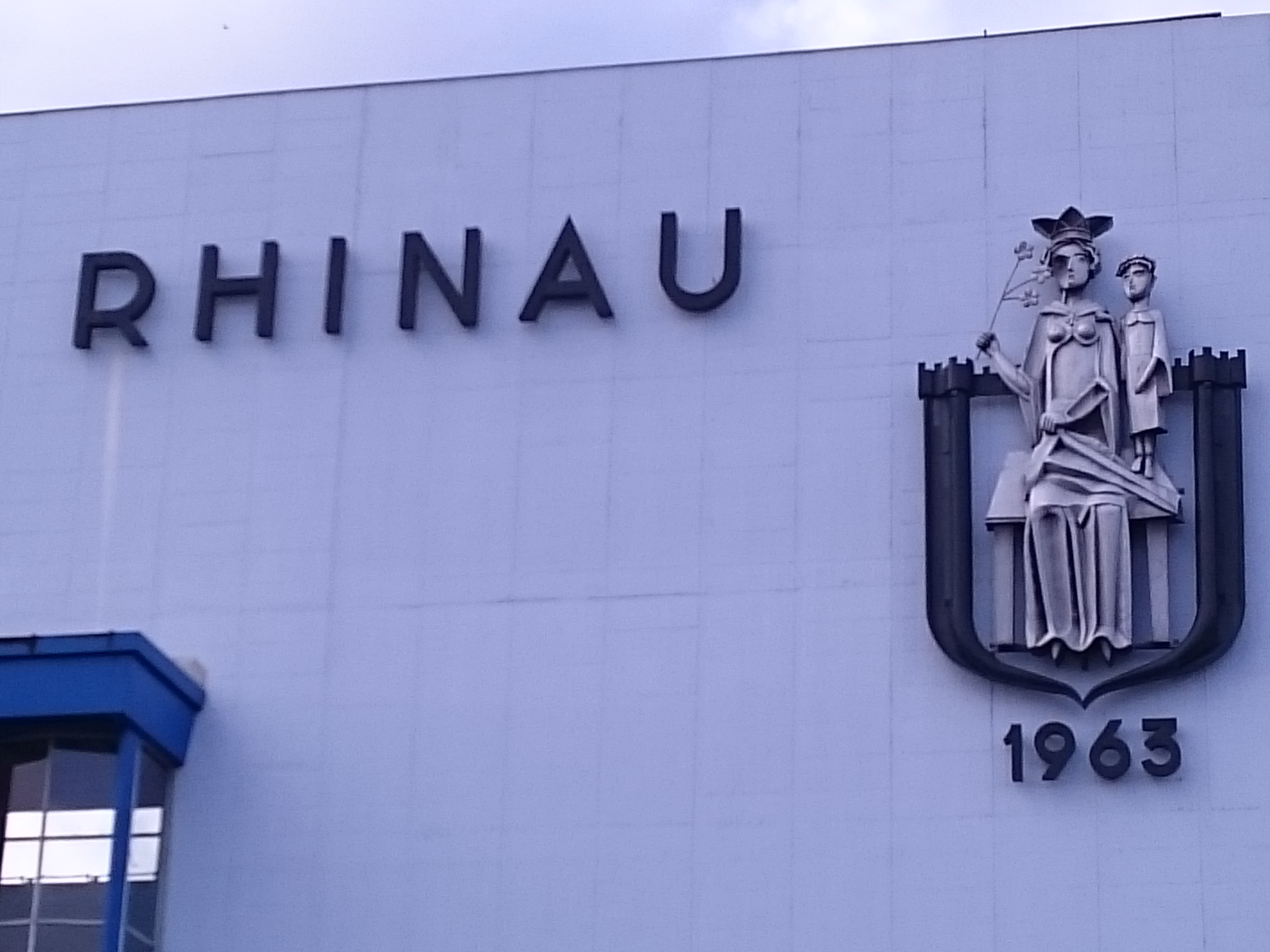
Inscription sur la centrale hydroélectrique de Rhinau.
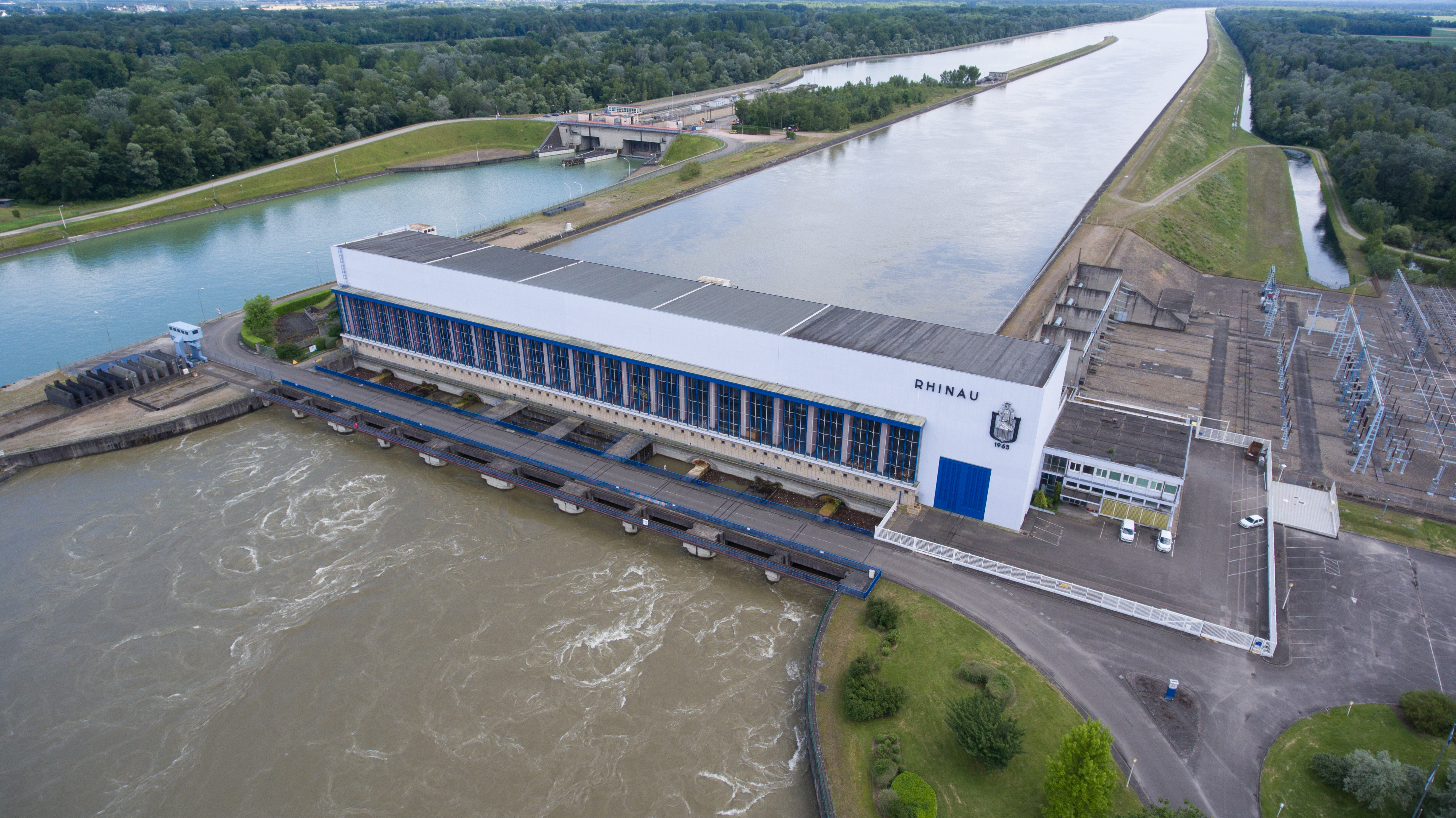
Centrale hydroélectrique de Rhinau.

### Île de Rhinau
La réserve naturelle nationale de l'île de Rhinau (RNN106) est une réserve naturelle nationale d’Alsace ; elle a été créée en 1991 et occupe une superficie de 306,72 hectares.

## Personnalités liées à la commune
- Beatus Rhenanus : éditeur, écrivain, avocat humaniste. Une rue porte son nom à Rhinau.
- Ignace Jehl : deux fois maire, cultivateur, aubergiste et député sous la IIè République. Une place porte son nom à Rhinau[31].
- Alphonse Gilliot : né le 20 juin 1849 à Erstein puis devenu maire de Rhinau.
- Maryse Hilsz : née en 1903 à Levallois-Perret, grande aviatrice française d'avant-guerre, elle avait de la parenté à Rhinau et y venait régulièrement en vacances. Son grand-père avait dû quitter Rhinau après 1870 et travailla comme caviste à Paris : n'ayant pas effectué son service militaire dans l'armée allemande, le retour en Alsace lui était interdit durant toute la durée de l'annexion.
- Philippe Leclerc de Hauteclocque : après avoir libéré Paris et Strasbourg, le Maréchal fait entrer ses chars à Rhinau le 5 décembre 1944 (12è régiment de Cuirassiers commandé par le Colonel Rouvillois). Les troupes allemandes ont déjà quitté le village sans combat. Le poste de commandement est installé dans la rue qui porte aujourd'hui son nom. Leclerc est revenu à Rhinau le 23 novembre 1947 en se rendant à Ebersmunster inaugurer le monument à la gloire de la 2è D.B.

## Commandites
Rhinau parraine la 4e escadron du 291e Jägerbataillon de la Bundeswehr stationnée à Illkirch-Graffenstaden.